# Aca Stanojević
Aleksa (Aca) Stanojević (srbsko Аца Станојевић), srbski politik, * 1852, † 1947.
Bil je član glavnega odbora NRS od strankine ustanovitve naprej. Od leta 1902 je bil večkrat predsednik Narodne skupščine. Bil je tudi večkrat izvoljen za narodnega poslanca. Med cepitvami v stranki je ostajal ob Pašiću, po njegovi smrti (1926) pa je postal vodja radikalov, zbranih okrog glavnega odbora. Nasprotoval je kraljevi diktaturi, a je bil tudi naklonjen kompromisom z dvorom in režimom. V tridesetih letih več ni sodeloval v strankini dnevni politiki, a je imel s svojim položajem in avtoriteto znaten vpliv na smer strankine politike. Odobraval je združevanje radikalov okrog glavnega odbora z režimskimi radikali in njihov vstop v Stojadinovićevo vlado ter JRZ. Ob ustanovitvi JRZ je postal član njenega izvršnega odbora, kmalu nato pa je z radikalskim glavnim odborom prešel v opozicijo. Po koncu druge svetovne vojne je pristopil k Ljudski fronti.